# 다운타운의 가키노츠카이야아라헨데!!
다운타운의 가키노츠카이야아라헨데!!(일본어: ダウンタウンのガキの使いやあらへんで!!)는 니혼 TV 계열에서 매주 일요일에 22시 56분부터 23시 26까지 (JST) 방송되는 코미디 버라이어티 프로그램이다. 가키노츠카이(일본어: ガキの使い), 가키츠카(일본어: ガキ使), 가키(일본어: ガキ)로 약칭된다. 다운타운 (하마다 마사토시, 마쓰모토 히토시)가 메인 진행을 하는 장수 프로그램이다.